# Gimnastyka na Letnich Igrzyskach Olimpijskich 1904 – ćwiczenia na kółkach
Ćwiczenia na kółkach były jedną z jedenastu konkurencji gimnastycznych rozgrywanych podczas III Letnich Igrzysk Olimpijskich w Saint Louis. Zawody odbyły się w dniu 28 października 1904. 
Nie zachowały się informacje o liczbie zawodników startujących w tej konkurencji. Znamy tylko nazwiska medalistów. Wszyscy oni pochodzili ze Stanów Zjednoczonych Ameryki. 
Maksymalnie zawodnik mógł uzyskać 45 pkt.

## Wyniki
| Pozycja | Zawodnik     | Punkty |
| ------- | ------------ | ------ |
| 1.      | Herman Glass | 45     |
| 2.      | William Merz | 35     |
| 3.      | Emil Voigt   | 32     |